# Мелащенко, Николай Владимирович
Николай Владимирович Мелащенко (28 апреля 1911, Сновский район — 24 апреля 1998, Щорский район, Черниговская область) — стрелок 43-го стрелкового полка 106-й стрелковой дивизии 65-й армии Центрального фронта, красноармеец, Герой Советского Союза (1943).

## Биография
Николай Мелащенко родился 15 апреля (28 апреля) 1911 года в селе Кучиновка ныне Сновского района Черниговской области в семье крестьянина. Украинец. Член КПСС с 1955 года. Образование начальное. Работал в колхозе.
В 1943 году Щорским РВК призван в ряды Красной Армии. В боях Великой Отечественной войны с октября 1943 года. Воевал на Центральном фронте.
15 октября 1943 года стрелок 43-го стрелкового полка красноармеец Н. В. Мелащенко в составе передового отряда переправился на правый берег Днепра в районе посёлка Лоев Гомельской области. Вместе с бойцами прорвался в глубину обороны, где захватил штаб вражеского полка с важными оперативными документами.
Указом Президиума Верховного Совета СССР от 30 октября 1943 года за мужество и героизм, проявленные при форсировании Днепра и удержании плацдарма на его правом берегу красноармейцу Мелащенко Николаю Владимировичу присвоено звание Героя Советского Союза с вручением ордена Ленина и медали «Золотая Звезда» (№ 6637).
После войны Н. В. Мелащенко демобилизован. Жил в родном селе, работал в колхозе. Умер 24 апреля 1998 года.
Награждён также орденом Отечественной войны 1-й степени (1985), медалями.